# Colias weberbaueri
Colias weberbaueri är en fjärilsart som beskrevs av Embrik Strand 1912. Colias weberbaueri ingår i släktet Colias och familjen vitfjärilar. Inga underarter finns listade i Catalogue of Life.